# Château de Siersburg
Le château de Siersburg alias Siersberg est un édifice en ruines situé sur le territoire de la commune allemande de Rehlingen-Siersburg, en Sarre.

## Géographie
Situé au sommet d'une colline, entre les rivières de la Sarre et de la Nied.

## Histoire
Ancienne possession Lorraine, le château de Siersburg, également connu sous le nom de Siersberg, fut durant un temps le chef-lieu du pays de Merzig et Saargau. Il était encore, en 1751, le chef-lieu d'une prévôté royale. Lors de la création de nouveaux bailliages, en cette même année, le château se retrouva intégré dans le bailliage de Bouzonville.
Le seigneur de Bitche dénommé Ferry, fut en guerre vers 1180 avec Arnold, archevêque de Trèves ; il se retrouva finalement battu et fait prisonnier avec son fils ainé. Sa libération se fit au prix de la perte de son château de Siersberg.
Au XVIIe siècle, le château fut pris et ruiné par les troupes françaises commandées par le maréchal de La Ferté.
Il y avait sur ses ruines, au XVIIIe siècle, trois maisons-fiefs : celle qui était du domaine, appelée le Château-du-Duc, était séparée des deux autres par une haute muraille.
À la suite de la Révolution française, ce château est incorporé dans le département de la Moselle ; pour être finalement cédé à la Prusse, en 1815, dans le cadre du traité de Paris.

## Héraldique
| Blason | Blasonnement : D'azur, à la tour crénelée d'argent, maçonnée de sable, surmontée d'une aigle impériale d'or, éployée et se reposant sur le sommet de ladite tour. Commentaires : Dans les armoiries de Siersberg, en 1608, on ne voit qu'une aigle, sans indication de couleurs. |